# Trường phái kiểu cách

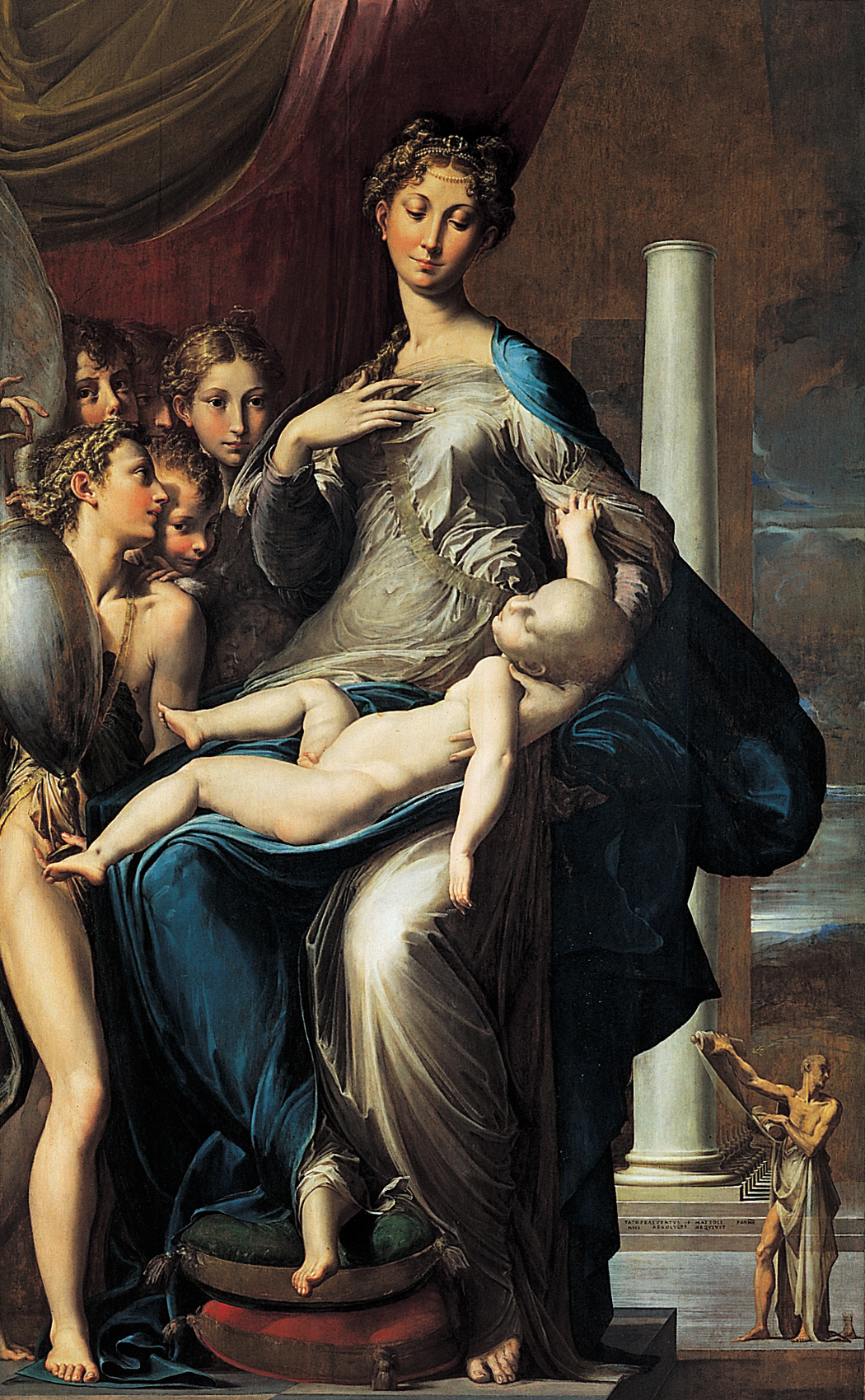
Parmigianino, Madonna with the Long Neck (1534-40)

Trường phái kiểu cách là một trào lưu nghệ thuật xuất phát ở Ý khoảng từ 1520 tới 1580, tiếp sau thời kỳ Phục Hưng. Các nghệ sĩ trường phái kiểu cách chủ trương đề cao kỹ thuật, cần sảnh sỏi, cố dụng tâm làm sao cho thanh cao. Họ tôn thờ cái đẹp ưu khoái lạc đến mức kỳ dị, ngôn ngữ bất thường. Nghệ thuật kiểu cách bị xem như sa sút, kém hài hòa và duyên dáng so với thế hệ trước đó.
Ban đầu, nghệ thuật kiểu cách cũng có sức hút nhất định, song càng về sau, trường phái này càng sa sút và đi tới thoái trào. Hội họa phương Tây sau đó bước đến thời kỳ Baroque.